# Ella tra le stelle
Ella tra le stelle (Interstellar Ella) è una serie televisiva animata belga-canadese del 2022, prodotta da Fabrique Fantastique e Apartment 11, distribuita da Aardman Animations e commissionata da Knowledge Kids, Société Radio-Canada, TFO, TVOkids e Ketnet. In Italia viene mandata in onda su Boomerang dal 4 settembre 2023 ed è stata poi trasmessa in chiaro su Cartoonito dal 15 gennaio 2024.

## Trama
Nell'anno 3021, su una stazione spaziale nella Via Lattea, Ella Ryder, 8 anni, parte con i suoi amici verso avventure di scoperte spaziali. Ad ogni avventura, Ella affronta varie sfide che la aiutano a scoprire di più se stessa, mettendo alla prova i suoi limiti.

## Personaggi e doppiatori
| Personaggio | Doppiatore originale | Doppiatore italiano   |
| ----------- | -------------------- | --------------------- |
| Ella        | Ava Augustin         | Giorgia Venditti      |
| Slippy      | Jack Molloy Legault  | Valeriano Corini      |
| Madhu       | Eleanor Noble        | Gaia Bolognesi        |
| Maggie      | Felicia Shulman      | Claudia Razzi         |
| Tilly       | Lia Brady            | Valentina Pallavicino |
| Gem / I-Lo  | Ryan S. Colina       |                       |
| Mamma       | Lucinda Davis        |                       |
| Papà        | Arun Varma           |                       |
| Priya       | Layla Tuy Sok        |                       |